# Nicolaas Pretorius
Pour les articles homonymes, voir Pretorius.
Pas d'image ? Cliquez ici

a Compétitions nationales et continentales officielles uniquement.

Dernière mise à jour le 25 juillet 2017.
Nicolaas (Nico) Pretorius, né le 29 février 1984 à Pretoria, en Afrique du Sud, est un joueur sud-africain de rugby à XV évoluant au poste de pilier. 

## Carrière
Pretorius a débuté sous le maillot des équipes de jeunes des Blue Bulls de Pretoria avant d’être recruté par les Griffons pour jouer la Currie Cup. Il dispute quelques matches de Vodacom Cup pour les Free State Cheetahs. En 2007 et 2008, il évolue dans les rangs des Valke en Currie Cup. Il signe pour le Biarritz olympique en octobre 2008.
- 2004-2005 : Blue Bulls ( Afrique du Sud) (- 20 et –21 ans)
- 2006 : Griffons ( Afrique du Sud)
- 2006 : Free State Cheetahs ( Afrique du Sud)
- 2007-2008 : Valke ( Afrique du Sud)
- 2008-2009 : Biarritz olympique ( France)
- 2009-2010 : US Dax ( France)
- 2011-2016 : Valke ( Afrique du Sud)